# Berenguer II de Millau
Berenguer II de Millau (c.1025 - c. 1080), esdevingut també Berenguer de Carlat, fou vescomte de Millau i Rodés des de l'any 1051 i, per matrimoni, també vescomte de Carlat. Era fill de Ricard II, vescomte de Millau i Rodés, i de Rixenda de Narbona.

## Biografia
Cap al 1080, amb la seva dona Adela i Nobilia de Lodeva, mare d'Adela, així com els seus tres fills Ricard, Gilbert i Ramon, va fer una donació a l'abadia fundada per Gausbert, monjo a Sant Amans de Rodés, d'una terra entre quatre creus que formava una salvetat dependent del castell de Mandulfa, i per l'espiritual de la parròquia de Junhac. El nom de Montsauvi (Montis Salvii), d'on és el castell, no apareixerà fins a l'any 1093 en una butlla de Celestí III que va unir directament la nova abadia amb la Santa Seu.

## Noces i descendència
Abans del 1050 es va casar amb Adela, vescomtessa de Carlat, filla de Girbert, vescomte de Carlat, i de Nobilia, vescomtessa de Lodeva. Junts van tenir almenys tres fills:
- Gilbert de Millau († 1111).
- Ricard de Millau († 1135), pare d'Hug I, († 1159), vescomte de Carlat i comte de Rodés.
- Ramon.